# Heinz-Hugo Röwer
Heinz-Hugo Röwer oder Heinrich-Hugo Röwer (* 16. Dezember 1929 in Neviges; † 15. März 2022) war ein deutscher Jurist und Verwaltungsbeamter.

## Leben und Beruf
Nach dem Abitur nahm Heinz-Hugo Röwer ein Studium der Rechtswissenschaft auf, das er 1955 mit dem Ersten und 1960 mit dem Zweiten Juristischen Staatsexamen beendete. 1957 promovierte er mit der Arbeit „Zumutbarkeit des Rechtsgehorsams“ unter Richard Lange zum Doktor der Rechte. 1960 trat er als Assessor in den richterlichen Dienst ein und ein Jahr später wurde er Gerichtsassessor. Er war seit 1962 als Landgerichtsrat am Landgericht Wuppertal tätig, wechselte 1966 zum Oberlandesgericht Düsseldorf und wirkte später als Persönlicher Referent des nordrhein-westfälischen Justizministers Josef Neuberger. In den Folgejahren durchlief er die Beförderungen zum Regierungsdirektor 1967, zum Ministerialrat 1968, zum Leitenden Ministerialrat 1969 und schließlich zum Ministerialdirigenten. Vom 1. November 1982 bis zum 31. Mai 1995 amtierte er anschließend als Staatssekretär im Justizministerium des Landes Nordrhein-Westfalen.

## Ehrungen
- 1983: Verdienstkreuz 1. Klasse der Bundesrepublik Deutschland
- 1987: Großes Verdienstkreuz der Bundesrepublik Deutschland
- 1995: Großes Verdienstkreuz mit Stern der Bundesrepublik Deutschland